# Erik Zabrucký
Erik Zabrucký (* 2001, Valašské Meziříčí) je český divadelní a filmový herec, člen souboru Divadla na Vinohradech. V roce 2024 absolvoval činoherní herectví na DAMU.

## Divadelní role

### Divadlo na Vinohradech
- 2024 William Shakespeare: Večer tříkrálový aneb Cokoli chcete, režie: Juraj Deák, poprvé: 21. června 2024, premiéra: 6. listopadu 2024, role: Pan André Chabrus
- 2025 Alena Mornštajnová – Jiří Janků: Hana, režie: Petr Svojtka, premiéra: 4. dubna 2025, role: Gustav Horáček